# Kjell E. Genberg
Kjell Erling Genberg, född 16 januari 1940 i Hälsingtuna församling i norra Hälsingland, är en svensk deckarförfattare. Han har skrivit över 250 böcker. Bland annat ligger han bakom bokserierna Ben Hogan, Rallarliv och Enheten. Genberg har även varit verksam som manusförfattare till tecknade serier.

## Biografi
Genberg växte upp i byn Gia i Hälsingland, men började snart skriva på tidningen Hälsingekuriren efter en artikel om rektorns fru i skoltidningen. Därefter arbetade han bland annat som sjöman, och sedan som manager för ett antal kända svenska popband på 1960-talet innan han började skriva böcker – som svar på ett vad. Han började som manager för popbandet The Panthers från närbelägna Ljusdal, och flyttade sedan till Stockholm som manager för Lee Kings, Shanes och Slamcreepers.

### Författarskap
Genberg är en mycket produktiv författare, som vid ett tillfälle skrev en novell på 20 minuter, till tidningen Se. Novellen hade Ben Hogan som huvudperson och han skrev som regel "tjugo manussidor om dagen och därmed en hel bok om Ben Hogan på en dryg arbetsvecka".
Genberg skrev 55 böcker om western-hjälten Ben Hogan (som sålde cirka 40 000 exemplar/bok) mellan 1972 och 1977. Böckerna om Hogan har en sammanhållen ramberättelse, utspelar sig inom en ganska begränsad yta, och omfattar drygt 1000 namngivna rollfigurer. Seriens femtiosjätte bok, utgiven 1977, var en aningen förkortad version av seriens fjärde bok. Ursprungligen hade Genberg planerat att huvudpersonen skulle kallas Kid Hill men enligt förlagets önskan ändrades det till Ben Hogan (namnet troligen hämtat från golfspelaren med samma namn). Redan i första boken framkom att huvudpersonen hade svenskt ursprung och då hetat Johan Hansson, men fr o m En ärlig chans namngavs huvudpersonens svenska namn som Johan Hellgren. 1982 utkom romanen En främling kommer hem, där Johan Hellgren återvänder till svenska Hälsingland. Felaktigt anklagad för dubbelmord bär han öknamnet "Mördar-Hellgren" innan han inleder en mordutredning.
År 1975 utkom ett seriealbum om Ben Hogan, kallat Hämnden är min! och som utgick från serien första bok, Hämnaren. Böckerna har även översatts, spelats in som ljudböcker.. En analys i fem delar av serien om Ben Hogan skedde av Anders N. Nilsson i tidskriften Dast-Magazine åren 2015-2016 under rubrik Ben Hogan rider igen.
På 1970-talet erbjöds Genberg att skriva en serie kallad Brottsplats Sverige, men bedömde utgivningstakten som alltför betungande och samarbetade därför med andra författare under pseudonymen Bo Lagevi. Genberg skrev själv tre böcker under denna pseudonym och sedan ytterligare en bok i serien under eget namn.
Senare skrev Genberg 12 böcker i serien Rallarliv samt otaliga deckare. Hans bokserie Enheten, inspirerad av mordet på Olof Palme, blev en uppmärksammad försäljningsframgång.
Från 1994 var han länge utgivare av kriminallitteraturtidskriften Dast-Magazine, där han även är/varit bokredaktör.
Han har även skrivit ungdomsböcker och varit verksam som serieförfattare. Åren 1970–1971 producerade han, tillsammans med den uruguayanske tecknaren Carlos Canel, material till serietidningen Modde. Under 1984 kom elva nummer av serietidningen Mika, till stor del med seriemanus av Genberg.
Genberg har också använt sig av pseudonymer som Christian Aage, Matt Jade, Shell Earlin och K. Earl Ginsburg samt har skrivit tillsammans med ett flertal andra svenska deckarförfattare under den gemensamma pseudonymen Bo Lagevi.

### Privatliv
Kjell E. Genberg var från 1979 gift med Birgitta Genberg Härner (1940–2009).